# Главное общество российских железных дорог

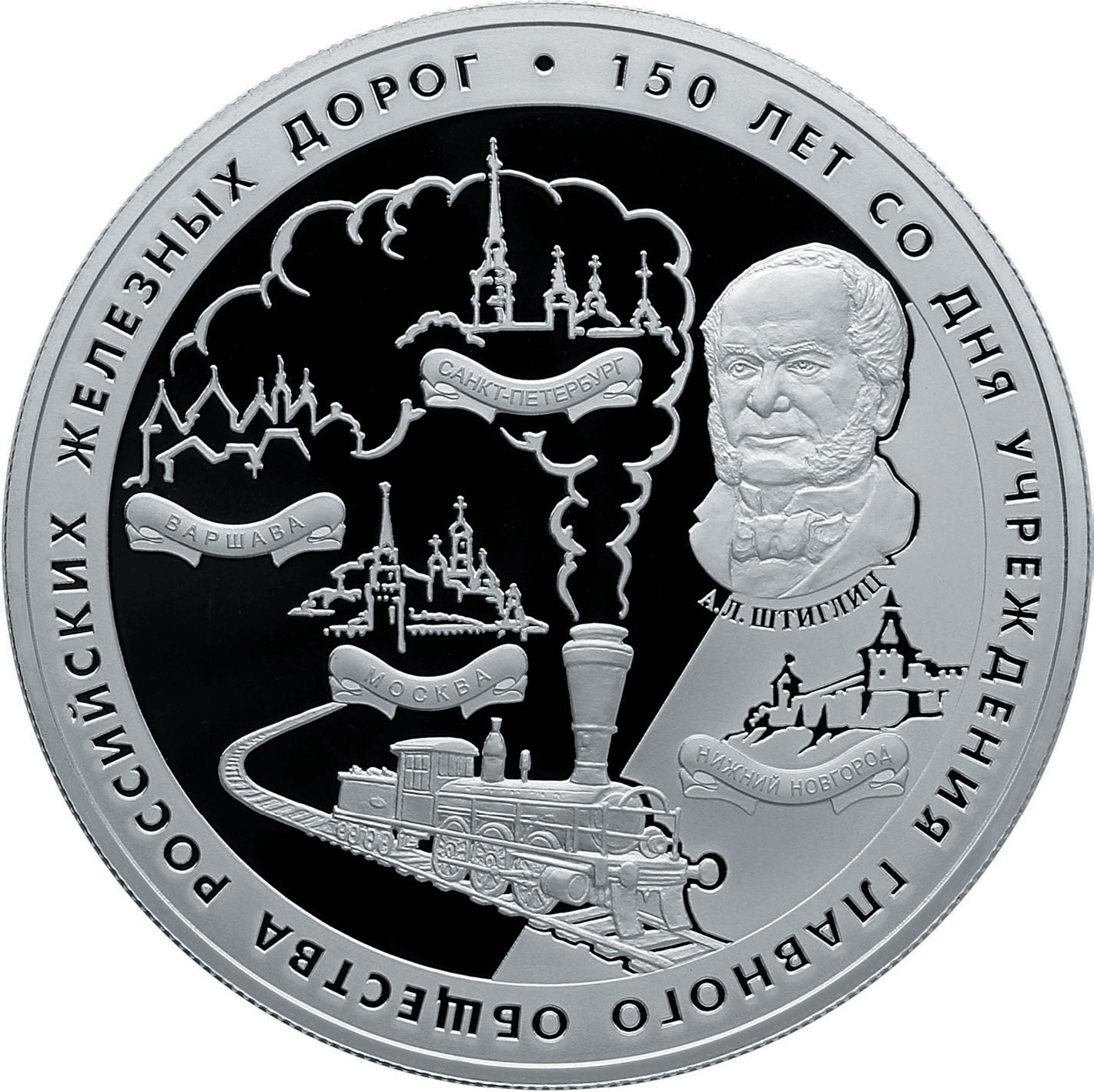
Памятная монета Банка России. 2007 г.

Главное общество российских железных дорог — акционерное общество, основанное в 1857 году для постройки в Российской империи первой сети железных дорог длиной 4 тыс. верст и последующей их эксплуатации.

## История
Указом императора Александра II от 26 января (7 февраля) 1857 была утверждена первая сеть железных дорог России. Согласно изначальному плану, это должны были быть линии: от Санкт-Петербурга до Варшавы с веткой до прусской границы на Кенигсберг, от Москвы до Нижнего Новгорода, от Москвы через Курск и низовье Днепра до Феодосии, и от Курска или Орла через Динабург до Либавы, «и таким образом непрерывным, через двадцать шесть губерний, железным путём соединить три столицы, главные судоходные реки и два порта на Чёрном и Балтийском морях». Согласно принятому Положению, учредители должны были в течение десяти лет построить всю сеть железных дорог, после чего обществу предоставлялось право пользования ими в течение восьмидесяти пяти лет, по истечении которых вся сеть бесплатно должна перейти в собственность государства. При этом по истечении двадцати пяти лет с утвержденного момента окончания работ государство имело право в любой момент выкупать их. В реальности же обществом были построены только первые две линии.
Учредителями «Главного общества российских железных дорог» были:
- С.-Петербургский банкир Штиглиц и К°
- Варшавский банкир С. А. Френкель
- Лондонские банкиры братья Беринг и К°
- Парижские банкиры: Готтингер и К°, Б. Л. Фульд и Фульд-Оппенгейм, Братья Маллет, Барон Селлиер, Н. И. Урибарен, Дезар-Мюссар'
- Амстердамские банкиры: Гопе и К°
- Берлинские банкиры: Мендельсон и К°
- Французские предприниматели, учредители различных железнодорожных обществ: Адольф Эйхталь, Август Турнейсен (компания Западных железных дорог), братья Исакий и Эмилий Перейра (компания железной дороги из Парижа в Лион).
- Парижские капиталисты: Фридрих Гринингер и Казимир Сальвадор

При этом лондонский банкир Фома Беринг действовал также в качестве доверенного от амстердамских банкиров Гопе и К°, французские железнодорожные деятели братья Исакий и Эмилий Перейры и Август Турнейсен — от своего имени и по доверенности от берлинских банкиров Мендельсон и К°, парижских банкиров: братьев Маллет, барона Селлиера, И. Н. Урибарена, Дезар-Мюссара и К°, Адольфа Эйхталя, а также Фридриха Гринингера и Казимира Сальвадора. Основной капитал общества определялся по уставу в 275 миллионов рублей серебром и должен был образоваться выпуском акций и облигаций. Первый выпуск акций в 75 миллионов рублей был выкуплен учредителями при образовании общества.
Управление осуществлялось через Совет управления, который находился в Санкт-Петербурге и состоял из 20 членов. Председателями Совета были последовательно: барон П. К. Мейендорф, граф Г. А. Строганов, граф Э. Т. Баранов, граф А. Н. Ламсдорф, В. А. Половцов.
На все высшие и на значительную часть прочих должностей Общество пригласило французских инженеров, техников и других агентов, и поручило главное распоряжение французскому инженеру Коллиньону, назначенному главным директором. Помогали ему частные директора: Густав Герен и Карл Пуаре. При главном директоре был образован совещательный технический комитет из 4-х русских инженеров для рассмотрения проектов. Общество приняло в своё владение начатую правительством Санкт-Петербурго-Варшавскую железную дорогу, на которой участок в 42 версты, между Санкт-Петербургом и Гатчиной, был уже открыт для движения.
В 1857 году общество приступило к продолжению работ на варшавской линии, а по прочим линиям начало изыскания и составление проектов. Во второй половине 1858 года были начаты работы на Московско-Нижегородской линии. В 1859 году начаты в незначительном количестве работы в Крыму, на Феодосийской линии, которые пришлось приостановить в 1861 году из-за нехватки у общества денежных средств. По прошествии четырёх лет со дня утверждения устава, то есть в 1861 г. общество убедилось, что за произведёнными расходами по постройке железных дорог: Варшавской, Ковенской, Нижегородской и части Феодосийской, а также при значительности подрядных цен на работы и материалы, собранных выпуском акций и облигаций 110 миллионов рублей будет недостаточно на окончание начатых линий.
Вследствие невозможности продолжения действий общества на прежних началах, в том же 1861 году, по соглашению правительства с представителями «Главного общества российских железных дорог», последовало коренное его преобразование, выраженное новым, Высочайше утверждённым 3 ноября 1861 г. уставом. По этому уставу, обязательства общества ограничены сооружением Варшавской железной дороги, с ветвью к прусской границе, длиной 1206 вёрст, и Нижегородской дороги, 410 вёрст.
Последние участки линий «Главного общества российских железных дорог» были открыты для движения в 1862 году.
В 1868 году общество получило в аренду казенную Николаевскую железную дорогу.
В 1894 году все три линии общества (Петербурго-Варшавская, Московско-Нижегородская и Николаевская) были выкуплены в казну, а само общество было ликвидировано.

## Подразделения Общества
- Служба ремонта пути и зданий
- Служба подвижного состава
- Служба собственной эксплуатации